# باري كوهن
باري كوهن (بالإنجليزية: Barry Cohen)‏ هو شخصية أعمال وسياسي أسترالي، ولد في 3 أبريل 1935 في غريفيث في أستراليا، وتوفي في 18 ديسمبر 2017 بسبب مرض آلزهايمر. حزبياً، نشط في حزب العمال الأسترالي. وقد انتخب عضو مجلس النواب الأسترالي عن دائرة Division of Robertson ‏ (25 أكتوبر 1969 – 19 فبراير 1990).